# Биккель, Густав
Густав Вильгельм Гуго Биккель (нем. Gustav Wilhelm Hugo Bickell; 1838—1906) — немецкий востоковед, лингвист, богослов и педагог.

## Биография
Густав Вильгельм Гуго Биккель родился 7 июля 1838 года в городе Касселе в семье Иоганна Вильгельма Биккеля, который был профессором канонического права в университете Марбурга и министром юстиции Гессен-Касселя.
Изучал в Галле и Марбурге богословие и филологию, а затем остался при Марбургском университете, избрав своей специальностью семитские и индогерманские языки.
В 1865 году Биккель принял католичество и затем, после двухлетнего приготовления в клерикальной семинарии в Фульде, в 1867 году — священство. Одновременно он был приглашён в Мюнстерскую академию ординарным профессором семитских языков и литератур.
В 1874 году переехал в город Инсбрук, где работал в качестве ординарного профессора семитских языков и христианской археологии в местном университете (ныне Инсбрукский университет имени Леопольда и Франца).
Помимо многих трактатов в богословских и лингвистических журналах написал немало других трудов.
Густав Вильгельм Гуго Биккель скончался 15 января 1906 года в городе Вене.